# Bún mắm

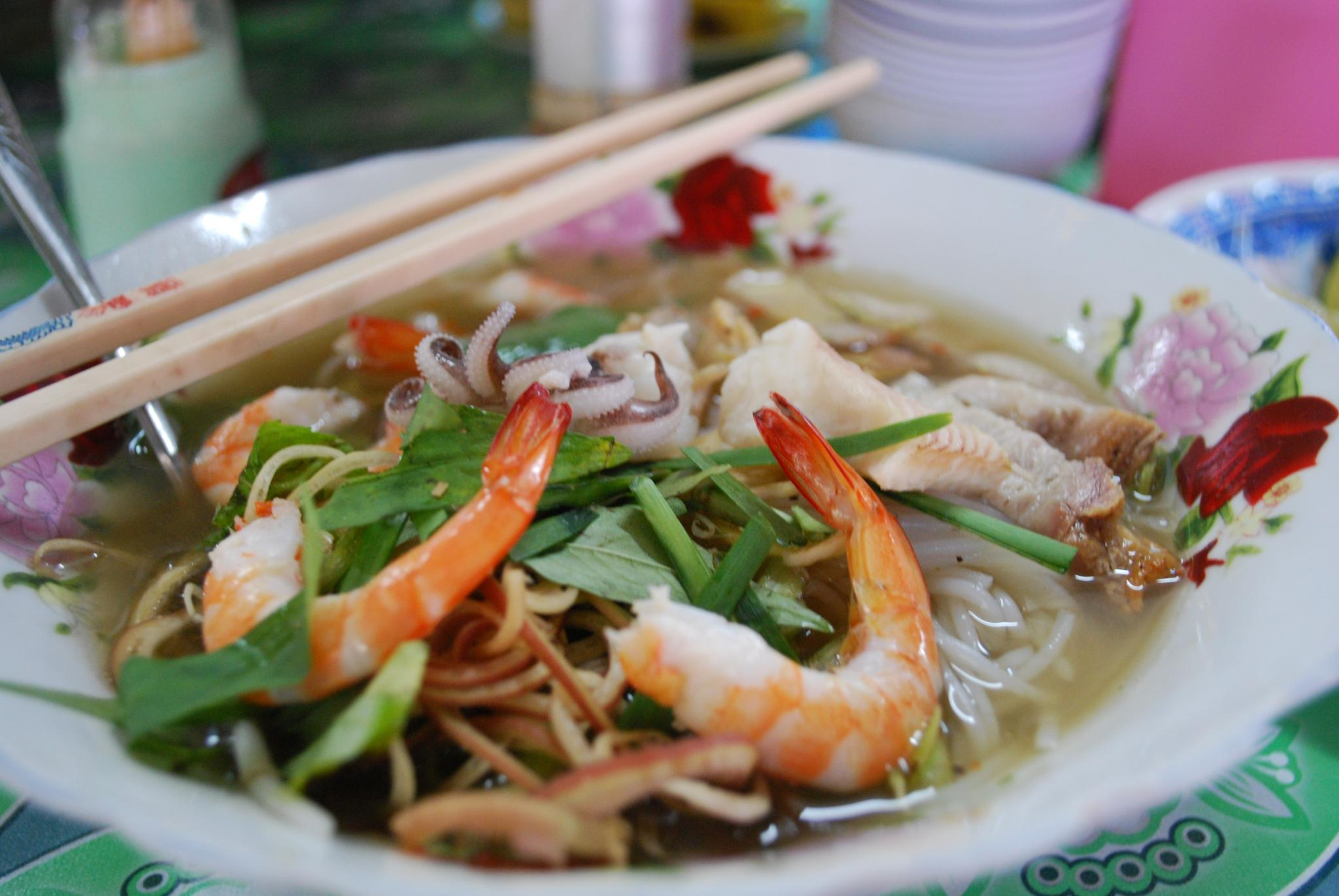
bún mắm Sóc Trăng

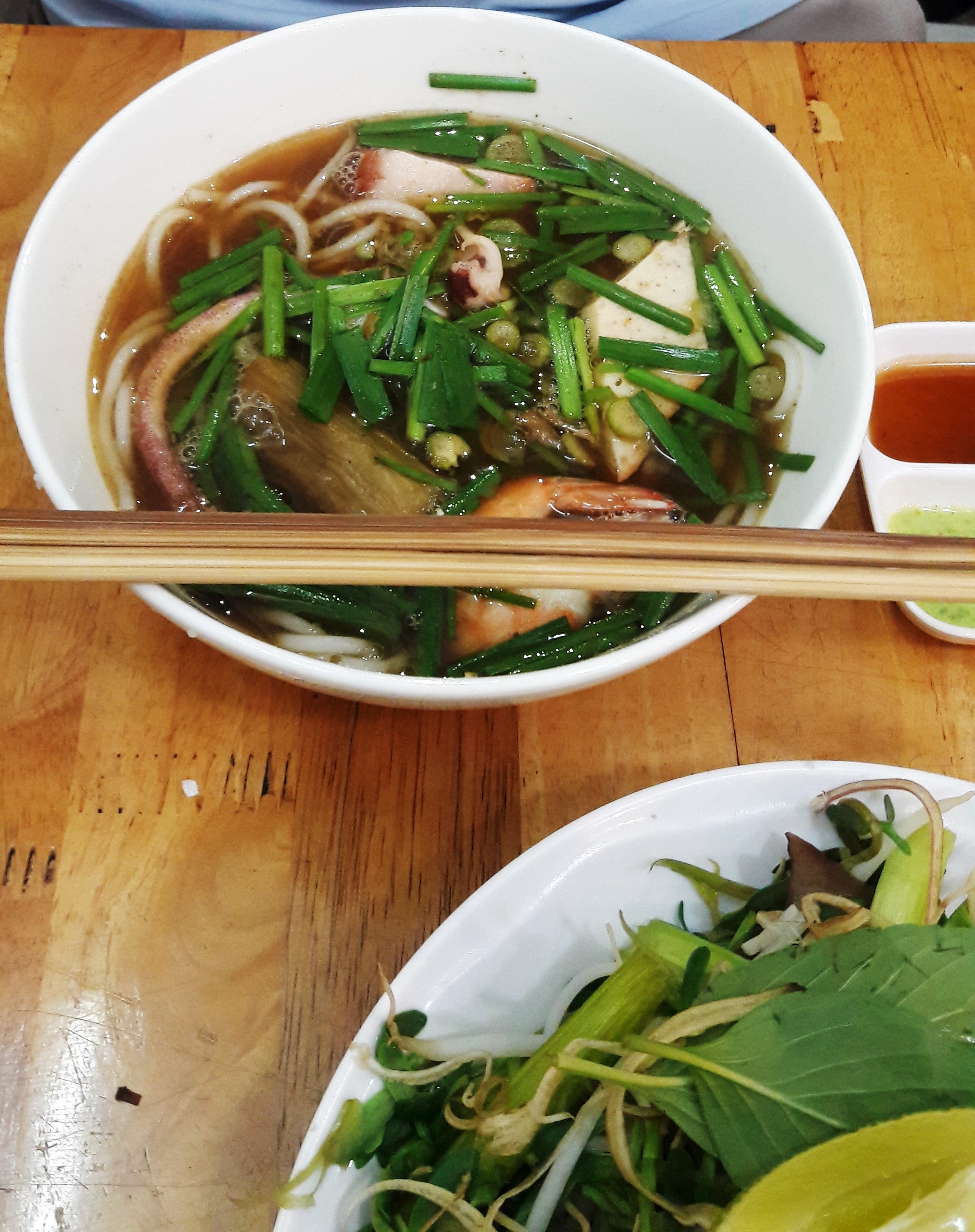

Bún mắm là một trong số các món ăn đặc sản của miền tây Nam bộ Việt Nam. Bún mắm được nấu bằng mắm cá linh hay cá sặc, đây là các loại cá có nhiều tại miền Tây, đặc biệt là các tỉnh Trà Vinh và Sóc Trăng.